# Arkitektur i Angkor
Arkitektur i Angkor dækker beskrivelsen af arkitektur i perioden hvor Angkor var hovedstad i Khmerriget med center i det nuværende Cambodia. Det er perioden fra slutningen af det 8. århundrede til starten af det 15. århundrede.
Ethvert studie af angkor arkitektur er nødt til at have hovedvægten på religiøs arkitektur, siden de eneste bygningsværker der eksisterer fra denne periode er religiøse. Ikke-religiøse bygningen blev bygget af ikke-holdbare materialer som træ.

## Strukturer

### Indelukke
Khmertempler var typisk indelukket af koncentriske cirkler af mure med det centrale alter i midten; dette arrangement repræsenterede de bjergkæder der omsluttede bjerget Meru, det mytiske hjem for guderne. Indeukkerne er arealet mellem murene og mellem de inderste mure og selve templet. Ud fra moderne konvention er indelukkerne nummeret fra centrum og udaf. Murene der definerer indelukkerne er ofte dekoreret med gallerier, mens passage gennem murene foregår gennem gopuraer placeret i hovedakserne.

### Galleri
Et galleri er en gangsti, der løber langs muren på et indelukke eller langs aksen af et tempel og er ofte åbent til den ene eller begge sider. Historisk udviklede galleriets form sig i det 10. århundrede fra de gangstier der tidligere havde været brugt til at omgive det centrale alter i et tempel. I Angkor Wat-perioden i første halvdel af det 12. århundrede, blev yderligere halvgallerier tilføjet for at understøtte strukturen i templet.

### Gopura
En gopura er en indgangsbygning. Ved Angkor foregår passage gennem murene i indelukkerne ofte gennem en imponerende gopura, i stedet for bare en dør. Indelukker, der omgiver et temepl er ofte konstrueret med en gopura ved hvert verdenshjørne. Planløsningen i en gopuras er ofte korsformet og forlænget langs aksen, der forløber i samme retning som den omgivende mur; hvis muren er konstrueret med et omgivende galleri er galleriet sommetider forbundet med armene i en gopura. Mange Angkorske gopuraer har et tårn i centrum af korset.Overliggerne og dørstolperne er ofte dekorerede og beskyttende figurer (dvarapalaer) er ofte placeret eller hugget ind i hver side af dørindgangen.

### Bibliotek
Strukturer der normalt omtales som "biblioteker" er et normal træk for khmersk tempelarkitektur, men deres sande formål forbliver ukendt. Sandsynligvis fungerede de bredt som religiøse altre og ikke kun som steder at opbevare manuskripter. Som fritstående bygninger var de normalt placeret i par på hver side af indgangen til et indelukke med en indgang mod vest.

### Tempelbjerg
Det dominerende design i konstruktionen af statstemplerne i Angkorperioden var tempelbjerget, en arkitektonisk repræsentation af bjerget Meru, hjemsted for guddommene i hHinduistisk mytologi. Stilen var under indflydelse af Indisk tempelarkitektur. Indelukker repræsenterer bjergkæderne der omgiver bjerget Meru, mens en voldgrav repræsenterer havet. Selve templet var pyramideformet med flere lag og hjemstedet for guderne var repræsenteret af et hævet alter i centrum af templet. Det første store tempelbjerg var Bakong, en pyramide med fem niveauer indviet i 881 af kong Indravarman 1.. Andre tempelbjerge inkluderer Baphuon, Pre Rup, Ta Keo og mest nævneværdig Angkor Wat.

## Fodnoter
1. ↑  Glaize, Monuments of the Angkor Group, p.27.
2. ↑  Freeman and Jacques, Ancient Angkor, p.30.
3. ↑  Glaize, The Monuments of Angkor, p.24.
4. ↑  Jessup, Art & Architecture of Cambodia, pp.73 ff.